# Фиш, Стивен
Майкл Стивен Фиш (англ. Michael Steven Fish; род. 3 августа 1962) — профессор политологии Калифорнийского университета в Беркли. Исследовательские интересы включают демократию, авторитаризм, посткоммунистические страны, законодательные органы и конституционные системы, а также экономические реформы и политическую роль религии.
Изучал международные отношения, экономику и историю в Корнельском университете и Школе перспективных международных исследований Университета Джонса Хопкинса. В 1993 году получил докторскую степень по политологии (Стэнфорд). Помимо Калифорнийского университета в Беркли, преподавал в Пенсильванском университете, работал старшим научным сотрудником программы Фулбрайта и приглашенным профессором в Университете Эйрланга в Индонезии, а также в Европейском университете в Санкт-Петербурге (Россия).
Регулярно выступает с комментариями в ведущих СМИ, в том числе на BBC World News и CNN.

## Демократия в России
Книгу Фиша «Democracy Derailed in Russia: The Failure of Open Politics» корреспондент ВВС считает одним из основных исследований по проблемам демократии в России. Фиш описывает, как наблюдал становление демократии, живя в России в 90-е годы, и к концу ельцинской эпохи понял, что демократия превратилась в олигархию. Путь этого превращения он описывает в книге, публикация которой состоялась в 2005 году.
Фиш предлагает мерить «демократичность» какой-либо страны согласно семи критериям, которые разработал известный американский теоретик Роберт Даль:
1. контроль (общества) над властью путем выборов и ограничения сроков пребывания у власти
2. справедливые выборы
3. открытый допуск к избирательной системе (свобода выдвижения кандидатов)
4. участие всего населения в выборах
5. свобода политических высказываний
6. свобода получения информации
7. свобода политических ассоциаций

В других публикациях политолог отмечает:

Для того чтобы оценить реальное воздействие различных правительственных механизмов на демократизацию, мы должны выйти за рамки общих категорий для классификации конституционных систем и измерить власть конкретных институтов— Россия в международных рейтингах
.
В книге, написанной на основе наблюдений за политической жизнью в России в 1990-х годах, Фиш приходит к выводу, что в конце 90-х — начале нулевых Россия соответствовала некоторым из этих критериев лишь формально, либо не соответствовала совсем:
… в российской политике есть [на 2004 год] некоторые элементы плюрализма и конкуренции. Но фальсификация, принуждение и произвольная дисквалификация кандидатов являются частыми и повсеместными — а не просто случайными — особенностями выборов в постсоветской России.

Право на свободу слова и право на свободу ассоциаций — важнейшие требования для свободного формирования и выражения политических предпочтений населения — [в России] ограничены. Эти условия забрали контроль над политической жизнью из рук электората в целом и передали его ограниченному слою чиновников, которые манипулируют процессом в своих собственных целях. Таким образом, в России возникла олигархия, а не демократия.
Фиш обращает внимание на то, как зависимость экономики от нефти и газа может способствовать провалу планов демократизации, и приходит к выводу, что богатые природные ресурсы порождают коррупцию в любой стране, где отсутствует власть закона:
Богатство ресурсов может повлиять на стимулы для участия в политике. Это побуждает самых жадных, самых мерзких и самых бессовестных стремиться к высоким должностям
Сравнивая подходы Ельцина и Путина к демократии, Фиш отмечает, что первый российский президент хоть и отошел от демократических идеалов, которые отстаивал ещё при Горбачёве, но всё же политика при нём была хотя бы частично открытой:
Ельцин подвергал себя риску проиграть выборы и никогда не терял способности терпеть публичную критику. Более того, он последовательно пропагандировал инклюзивное, надэтническое определение государства.
По мнению корреспондента ВВС, для Путина, с точки зрения Фиша, наблюдавшего жизнь в России лишь в 1990-е годы, идея государства[какая?] и внутренней политики состоит в другом. Политическому режиму с такой установкой[какой?] (Фиш называет его «неосоветским») нужен культ личности. И такой культ личности [Путина], по мнению Фиша, уже в какой-то мере[какой?] сформировался к президентским выборам 2004 года. Поэтому Фиш полагает, что перспективы построения демократии в России неутешительны — нужны значительные преобразования в системе выборов и законов и ограничение президентской власти, чего, по мнению Фиша, при Путине явно не случится.

## Критика
Профессор политологии на кафедре постсоветской политики в Колумбийском университете имени Маршала Шульмана Тимоти Фрай (англ. Timothy Frye) отмечает, что русистика в последнее время процветает и изучение России стало гораздо более популярным в политологии, чем когда-либо, хотя в широко распространённом дискурсе о России часто существует либо слишком упрощённый подход, либо гиперполяризация мнений в средствах массовой информации и политической среде.
Заместитель Председателя Государственного Совета Татарстана М. И. Хабиров отмечает, что не только к России, но и ко многим другим странам не применим термин «реальной, консолидированной/устоявшейся» демократии, тогда как «взаимосвязанное рассмотрение политико-экономических проблем переходного периода» характерно для западных исследователей, таких как М. Стивен Фиш, В. Банс, А. Ослунд, А. Пшеворский, М. Олсон, Г. Эккерт, Р. Даль и других. Кардинальные преобразования и процессы посткоммунистической трансформации требуют дистанции во времени для оценки изменений, происходящих в формах и содержании экономической политики. Иностранные авторы нередко подменяют научные результаты привлечением большого количества эмпирического материала с использованием изящных и изощрённых формул, а также политических и экономических факторов.
А. Н. Домрин, профессор НИУ «Высшая школа экономики», кандидат юридических наук, доктор юридических наук Пенсильванского университета, США, считает, что гражданское общество не существует до или вне государства. Он отмечает, что в своей книге Стивен Фиш приветствует отсутствие «сильного (vigorous) гражданского общества» в постсоветской России и его положительное влияние на создание «преимущества» для «шоковой терапии», проводимой Е. Гайдаром и А. Чубайсом, справедливо заметив, что «экономическая либерализация» ослабила «народное сопротивление». Тот факт, что она способствовала разрушению страны и разграблению национального богатства, автор книги опускает. А. Домрин также пишет о том, что укрепление государственности — это успешное развитие гражданского общества, подтверждаемое известным американским выражением: «Не спрашивай, что твоя страна может сделать для тебя, спроси, что ты можешь сделать для своей страны» (англ. Ask not what your country can do for you, ask what you can do for your country), которое не рассматривается автором в контексте российской действительности постсоветского периода. Попытки того или иного государства приобрести самостоятельность, российского в том числе, получают идеологические ярлыки и объясняются «версией постмарксистского коллективизма», диктатурой или иными терминами. Ведущий научный сотрудник Института законодательства и сравнительного правоведения при Правительстве РФ отмечает, что книга ничем не отличается от многочисленных исследований, которых особенно много появилось «в начале 1990-х годов», когда «катастрофически некомпетентные экономические советы западных экспертов в России с радостью принимались следующими друг за другом (и столь же некомпетентными) переходными правительствами».
В рамках панельной дискуссии: «Является ли Россия ревизионистской державой?» на ежегодной встрече Ассоциации международных исследований в Сан-Франциско, Стивен Фиш последовательно отстаивал идеи, высказываемые в его книгах, утверждая, что Россия «стала полномасштабным идеологическим ревизионистом, бросившим вызов западному либерализму внутри страны и за рубежом», с мнением которого не согласился ряд участников дискуссии.
По мнению профессора политологии Калифорнийского университета (Лос-Анджелес, США) Майкла Росса, Стивен Фиш — сторонник «модели рантье», согласно которой «ресурсное богатство влияет не на предпочтения правителей как таковых, а лишь на фискальные возможности для реализации этих предпочтений», которые заставляют «автократа прилагать усилия к сохранению сложившегося режима» и отмечает, что нельзя сделать однозначный вывод, основанный на утверждении, что «нефть продлевает жизнь автократий».
Доктор философских наук НИУ «Высшая школа экономики», профессор МГУ А. Ю. Мелвилль, анализируя взаимовлияния между постсоветскими и российскими исследованиями последних трёх десятилетий, на международной конференции, проходившей в Йельском университете в конце апреля 2018 года, поместил работы С. Фишера в раздел «авторитарная модернизация без демократических реформ», отметив, помимо этого, пять различных точек зрения других исследователей
В 2006 году С. Фиш в фундаментальном исследовании различных форм президентства на Украине с 1991 года делает заключение, что «сильная законодательная власть — это однозначное благословение для демократизации» общества. Автор отмечает: «Сила национальной законодательной власти — это значимый, а может, и самый главный институциональный ключ к демократизации» и рекомендует: «Те политики, которые хотят демократизировать свою страну, должны сфокусироваться на создании сильного законодательного органа».
Политологом не учтено реальное положение России на фоне санкционного давления, действующего с апреля 2013 года на российскую экономику и становящихся всё более жёсткими, и как следствие — возрастание фискальной нагрузки на экономические субъекты, которые также совмещаются в мировой экономике с усиливающимися угрозами торговых войн, что связано с возможным снижением конъюнктуры глобальных рынков. Эти факторы делают существенно осложнёнными перспективы достижения приоритетов и демократизации общества, подрывая и без того ограниченные ресурсы решения социально-экономических проблем.

## Избранные публикации
Книги
- Are Muslims Distinctive?: A Look at the Evidence. — New York: Oxford University Press, 2011. — ISBN 978-0-19-976920-9.
- The Handbook of National Legislatures: A Global Survey. — (coauthored with Matthew Kroenig)  New York: Cambridge University Press, 2009. — ISBN 978-0521514668.
- Democracy Derailed in Russia: The Failure of Open Politics. — New York: Cambridge University Press, 2005. — ISBN 978-1-139-44685-3.
- Postcommunism and the Theory of Democracy. — (coauthored with Richard D. Anderson, Stephen E. Hanson, and Philip G. Roeder)  Princeton, NJ: Princeton University Press, 2001. — ISBN 978-0691089171.
- Democracy from Scratch: Opposition and Regime in the New Russian Revolution. — Princeton: Princeton University Press, 1996. — ISBN 1-4008-2154-1.

Статьи
- «What Has Russia Become?» Comparative Politics 50, 3 (April 2018): 327—346.
- «Attitudes toward Polygyny: Experimental Evidence from Six Countries» (coauthored with Rose McDermott, Michael Dickerson, Danielle Lussier, and Jonathan Cowden). In Rose McDermott and Kristen Renwick Monroe, eds., The Evils of Polygyny: Evidence of Its Harms to Women, Men, and Society. Ithaca, NY: Cornell University Press, 2018: 97-122.
- «Penury Traps and Prosperity Tales: Why Some Countries Escape Poverty While Others Do Not.» In Carol Lancaster and Nicholas van de Walle, eds., The Oxford Handbook of the Politics of Development. New York: Oxford University Press, 2018: 88-104.

### Комментарии
1. ↑  На русский не переводилась. Примерный перевод названия: «Крушение демократии в России: провал открытой политики».

### Сноски
1. ↑  Bibliothèque nationale de France Autorités BnF (фр.): платформа открытых данных — 2011.
2. 1 2  LIBRIS — Национальная библиотека Швеции, 2005.
3. ↑  M. Steven Fish. University of California, Berkeley. Дата обращения: 5 октября 2019. Архивировано 28 сентября 2021 года.
4. ↑  Kagan, Robert. Opinion: The strongmen are back. And we have no idea how to confront them. (англ.). The Washington Post (14 марта 2019). Дата обращения: 11 декабря 2019. Архивировано 2 декабря 2019 года.
5. ↑  Rosenberg, Jacob. Is This a Coup? We Asked a Variety of Humane, Thoughtful People and Also Henry Kissinger. Mother Jones Magazine (13 ноября 2020). Дата обращения: 17 марта 2021. Архивировано 17 апреля 2021 года.
6. ↑  Brooks, David (2 апреля 2018). Opinion | Vladimir Putin, the Most Influential Man in the World. The New York Times (англ.). ISSN 0362-4331. Архивировано 11 декабря 2019. Дата обращения: 11 декабря 2019.
7. ↑  Menarndt, Aubrey. Analysis | In Mongolia, proposed legislation endangers civil society (англ.). The Washington Post (7 ноября 2019). Дата обращения: 11 декабря 2019. Архивировано 17 ноября 2020 года.
8. ↑  UNDP (2006). Parliaments, Crisis Prevention and Recovery: Guidelines for the International Community (PDF). United Nations Development Programme. Архивировано (PDF) 7 февраля 2022. Дата обращения: 28 сентября 2021.
9. ↑  Isquith, Elias. New Atheists are wrong about Islam. Here's how data proves it (англ.). Salon (22 января 2015). Дата обращения: 17 декабря 2019. Архивировано 1 декабря 2019 года.
10. ↑  Fish, M. Steven (23 июля 2014). Will sanctions work with Putin?. CNN. Архивировано 28 сентября 2021. Дата обращения: 5 октября 2019.
11. 1 2 3 4 5  «Государь-искупитель» и его «невинное государство»: был ли у России шанс на демократию? Архивная копия от 28 сентября 2021 на Wayback Machine, BBC 16.08.2021
12. ↑  M. Steven Fish (англ.). University of California, Berkeley. Дата обращения: 30 декабря 2021. Архивировано 6 января 2022 года.
13. ↑  Колл. авторов. Россия в международных рейтингах / академики РАН М. А. Пальцев, А. В. Торкунов. — М.: МГУ имени М.В. Ломоносова, 2019. — С. 124—125. — 656 с.
14. ↑  Timothy Frye. Russian Studies is Thriving, not Dying (англ.). The National Interest. Дата обращения: 2021-14-22. Архивировано 2 ноября 2021 года.
15. ↑  М. И. Хабиров. Взаимосвязь политики и экономики на примере процессов демократизации и экономического роста // Учен. зап. Казан. ун-та. Сер. Гуманит. науки : Научный журнал. — 2007. — Т. 149, № кн. 3. — С. 112—127. — ISSN 2500-2171. Архивировано 22 декабря 2021 года.
16. ↑  Андерс Аслунд. В коррупции нет ничего нормального. ИноСМИ (24 апреля 2008). Дата обращения: 2021-14-22. Архивировано 22 декабря 2021 года.
17. ↑  А. Н. Домрин. Гражданское общество в России в контексте глобального кризиса неправительственных организаций // Ассоциация независимых экспертов «Центр изучения кризисного общества». — 2014. — № Выпуск 2. — С. 23—27. — ISSN 2542-0240. Архивировано 22 декабря 2021 года.
18. ↑  Александр Домрин. Наперсточник из фонда Карнеги. Промышленные ведомости. Дата обращения: 2021-14-22. Архивировано 22 декабря 2021 года.
19. ↑  Доклад Андрея Криковича на ежегодной встрече Ассоциации международных исследований. НИУ ВШЭ (25 апреля 2018). Дата обращения: 2021-14-22. Архивировано 22 декабря 2021 года.
20. ↑  M. Steven Fish. Democracy Derailed in Russia (англ.) // Frontmatter : Cambridge University Press. — 2005. — doi:10.1017/CBO9780511791062. Архивировано 22 декабря 2021 года.
21. ↑  Майкл Росс. Политические аспекты «ресурсного проклятия»: общий обзор. новое литературное обозрение. Дата обращения: 2021-14-22. Архивировано 22 декабря 2021 года.
22. ↑  Melville A.Yu. “Out of the Ghetto”: On the Contribution of Post-Sovie (англ.) // Polis. Political Studies. — Russian scientific, cultural and educational journal, 2020. — No. 1. — P. 22—43(In Russ.). — ISSN 1684-0070. — doi:10.17976/jpps/2020.01.03. Архивировано 30 декабря 2021 года.
23. ↑  Андреас Умланд. Превосходство парламентаризма. Полит.ру. Дата обращения: 2021-14-22. Архивировано 22 декабря 2021 года.
24. ↑  Росстат решил проследить за правильностью сведений о России в рейтингах. РБК. Дата обращения: 2021-14-30. Архивировано 30 декабря 2021 года.